# Ambérieu-en-Bugey
Ambérieu-en-Bugey – miejscowość i gmina we Francji, w regionie Owernia-Rodan-Alpy, w departamencie Ain.

## Demografia
Według danych na rok 2020 gminę zamieszkiwało 14 662 osób, a gęstość zaludnienia wynosiła 596,0 osób/km².